# Grayson (Luisiana)
Grayson es una villa ubicada en la parroquia de Caldwell en el estado estadounidense de Luisiana. En el Censo de 2010 tenía una población de 532 habitantes y una densidad poblacional de 161,36 personas por km².

## Geografía
Grayson se encuentra ubicada en las coordenadas 32°2′57″N 92°6′42″O / 32.04917, -92.11167. Según la Oficina del Censo de los Estados Unidos, Grayson tiene una superficie total de 3.3 km², de la cual 3.3 km² corresponden a tierra firme y (0%) 0 km² es agua.

## Demografía
Según el censo de 2010, había 532 personas residiendo en Grayson. La densidad de población era de 161,36 hab./km². De los 532 habitantes, Grayson estaba compuesto por el 84.21% blancos, el 14.47% eran afroamericanos, el 0.38% eran amerindios, el 0% eran asiáticos, el 0% eran isleños del Pacífico, el 0.56% eran de otras razas y el 0.38% pertenecían a dos o más razas. Del total de la población el 2.26% eran hispanos o latinos de cualquier raza.